# Střížovice (Myštice)
Střížovice jsou malá vesnice, část obce Myštice v okrese Strakonice v Jihočeském kraji. Nachází se asi jeden kilometr západně od Myštic. Je zde evidováno 9 adres. V roce 2011 zde trvale žilo dvanáct obyvatel.
Střížovice leží v katastrálním území Myštice o výměře 4,7 km².

## Historie
První písemná zmínka o vesnici pochází z roku 1318.

## Obyvatelstvo
| Rok            | 1869 | 1880 | 1890 | 1900 | 1910 | 1921 | 1930 | 1950 | 1961 | 1970 | 1980 | 1991 | 2001 | 2011 | 2021 |
| -------------- | ---- | ---- | ---- | ---- | ---- | ---- | ---- | ---- | ---- | ---- | ---- | ---- | ---- | ---- | ---- |
| Počet obyvatel | 79   | 60   | 59   | 67   | 65   | 58   | 49   | 33   | 26   | 21   | 19   | 17   | 17   | 12   | 16   |
| Počet domů     | 10   | 10   | 10   | 10   | 10   | 10   | 10   | 9    | 9    | 7    | 5    | 8    | 8    | 8    | 10   |

## Obecní správa
Při sčítání lidu v letech 1850–1920 Střížovice byly osadou obce Vahlovice v okrese Blatná. Od roku 1921 jsou částí obce Myštice, se kterým patřily nejprve do okresu Blatná, ale od roku 1960 v okrese Strakonice.

## Galerie

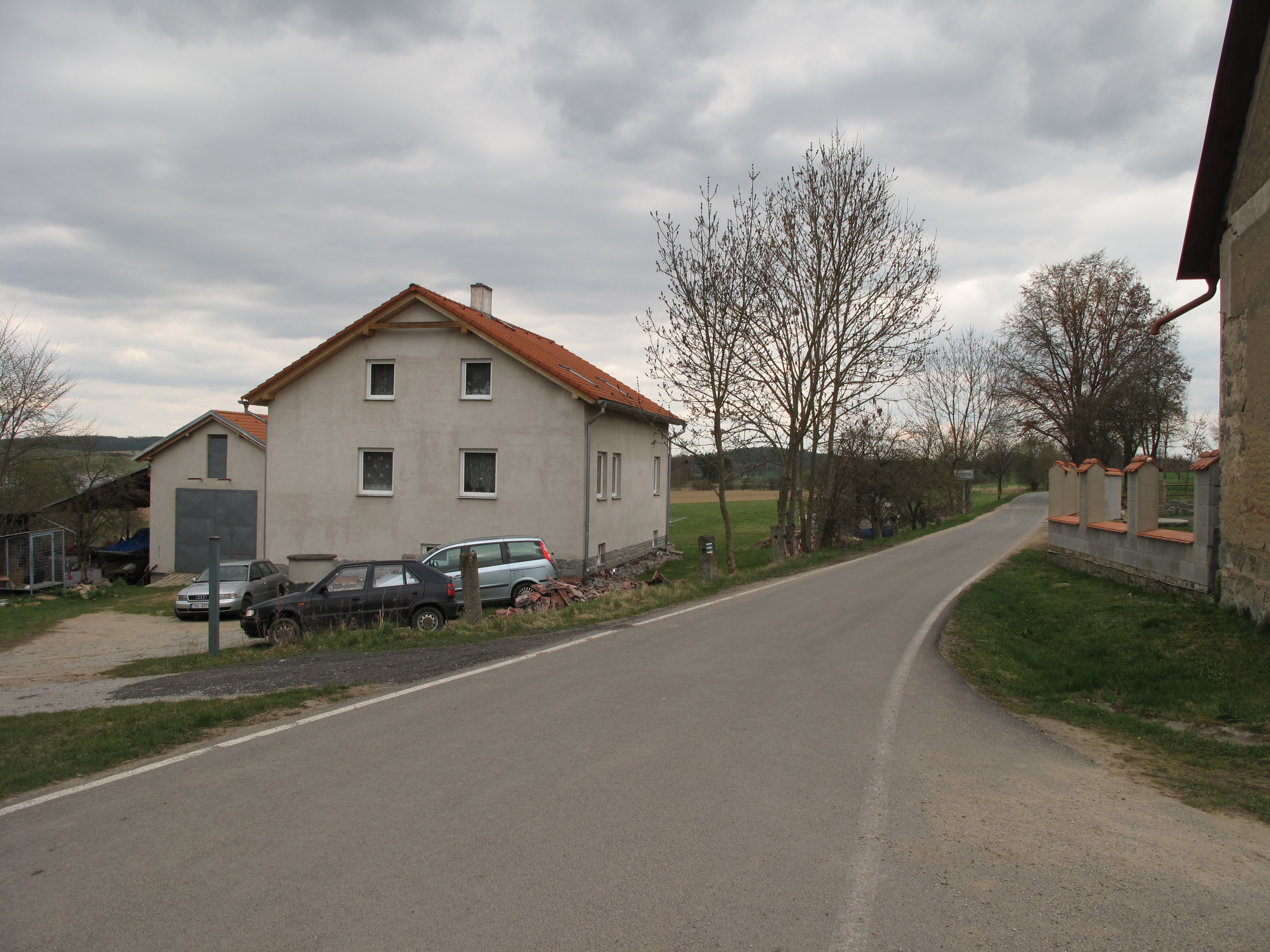
Dům u cesty
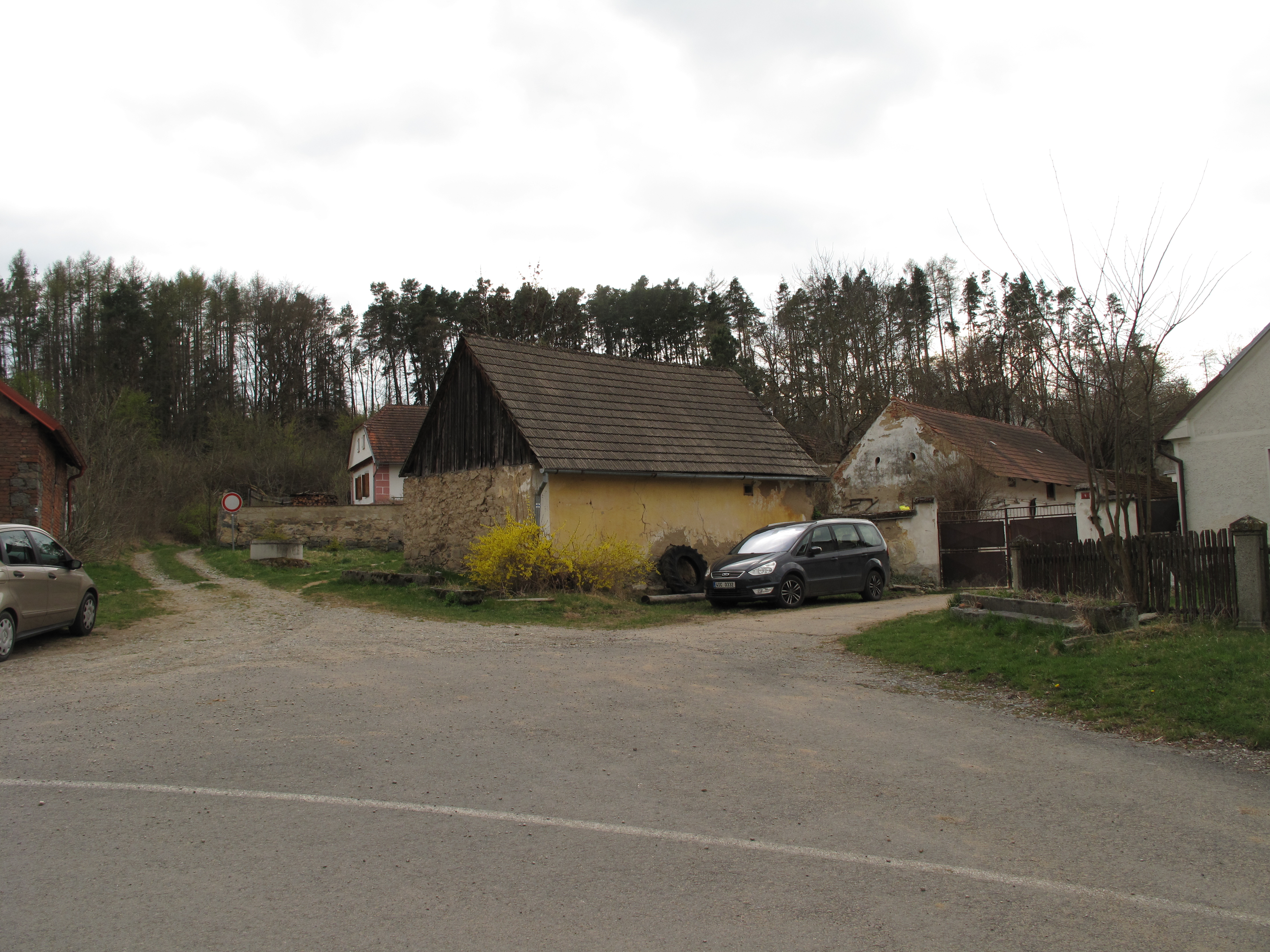
Stodola
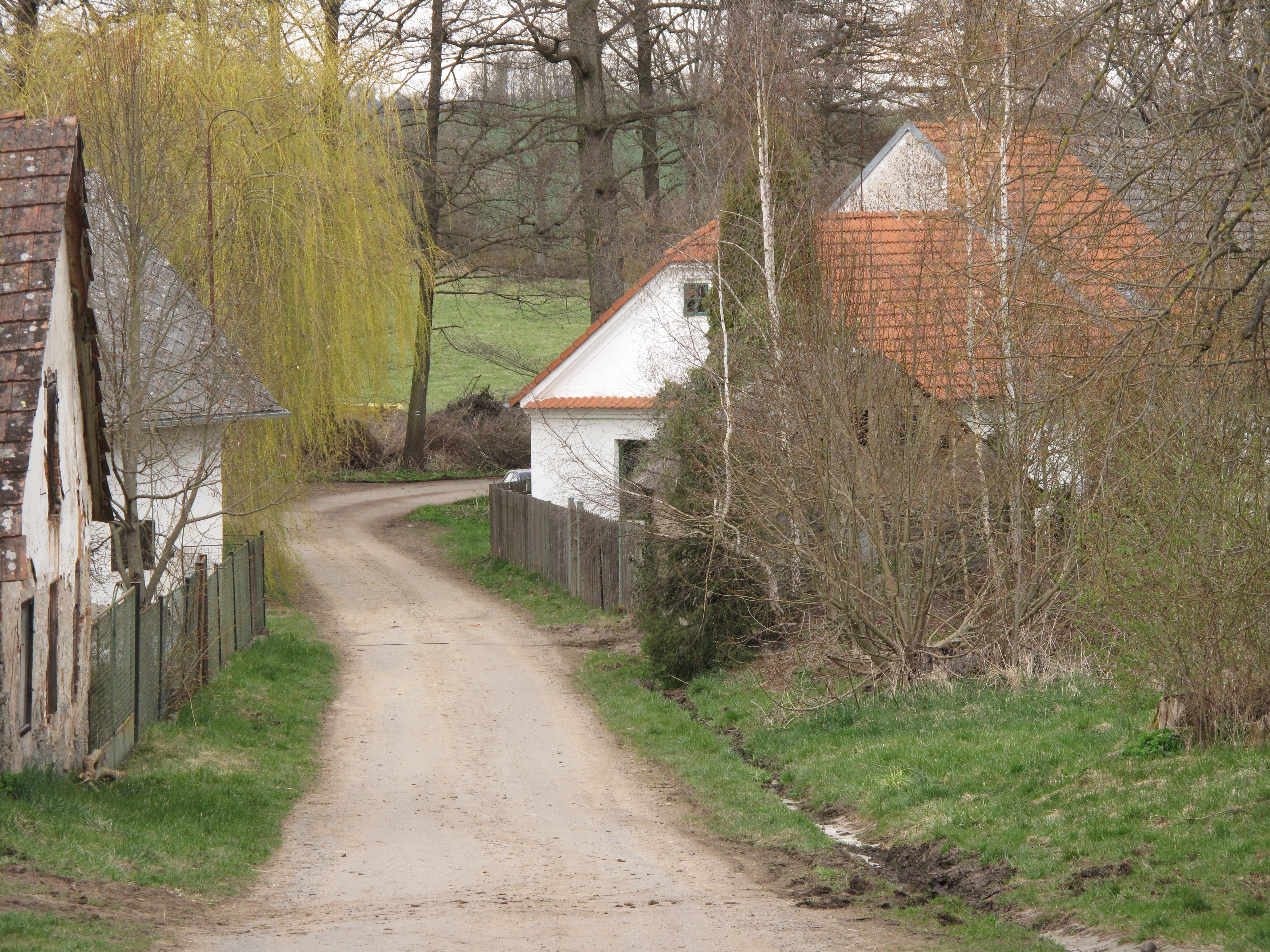
Cesta vsí (jaro 2022)